# Lagrandiers baardvogel
Lagrandiers baardvogel (Psilopogon lagrandieri synoniem: Megalaima lagrandieri) is een vogel uit de familie Megalaimidae (Aziatische baardvogels).

## Kenmerken
Deze baardvogel is 29 cm lang en overwegend bronsgroen gekleurd, van onder lichtgroen, van boven donkerder. De nominaat heeft een bruine kopkap en grijs op de keel en een blauw streepje boven het oog. De vogel heeft een grote dofgrijs tot vuilgele snavel en rode onderstaartdekveren.

## Verspreiding en leefgebied
Deze soort komt voor in Laos en Vietnam en telt twee ondersoorten:
- P. l. lagrandieri: noordelijk Laos en noordelijk Vietnam.
- P. l. rothschildi: zuidelijk Laos en zuidelijk Vietnam.

Het leefgebied bestaat uit loofbos in laagland en bos in heuvelland en gebergten tot 2100 m boven zeeniveau.

## Status
Lagrandiers baardvogel heeft een groot verspreidingsgebied en daardoor is de kans op de status kwetsbaar (voor uitsterven) gering. De grootte van de wereldpopulatie is niet gekwantificeerd. Men veronderstelt dat de soort in aantal stabiel is. Vaak is de vogel binnen een bepaald bosgebied de meest algemene baardvogel. Desondanks is er over deze soort weinig ecologisch bekend. De vogel komt voor in de grote nationale parken zoals het nationale park Cuc Phuong. Om deze redenen staat de soort als niet bedreigd op de Rode Lijst van de IUCN.